# Онно Тунч
Онно Тунч (тур.Ohannes Tunçboyacı, нар. 20 грудня 1948 — пом. 14 січня 1996) — вірменський музикант і композитор. Один із найвидатніших музикантів турецької поп-музики у 1980-х та 1990-х роках.

## Життя та кар’єра
Народився в 1948 році в Стамбулі. З дитинства почав співати в церковних хорах. В юності створив музичний гурт під назвою Black Stones. У 1965 році  розпочав своє професійне музичне життя бас-гітаристом в оркестрі Üstün Poyraz Set. В 1967 році почав виконувати джазову музику.  
Вперше сам виступив як виконавець у 1970-х роках. У той час він вже записав багато видатних музикантів, серед яких Оздемір Ердоган, Нілуфер, Бюлент Ортачгіль, Гюльден Карабчек, Айда Пеккан, Нюкет Дуру та Гьокбен. У 1973 році він випустив свій запис «Браслет / Меліса». Soz Sevgilim Soz, одна з перших композицій турецькою мовою. Незліченна кількість фіналів Євробачення проходили в Туреччині за участі Онно Тунч як композитора та аранжувальника. Як аранжувальник і диригент він взяв участь в Євробаченні 1978 року, а в 1981 році він представляв Туреччину на цьому конкурсі як конкурсант. 
Сезен Аксу познайомився з Онно Тунчем і почав брати уроки з Тунча після того, як Нюхет Дуру в 1981 році почув пісню складену Тунчем. Пізніше вони почали працювати разом під час програми Аксу в театрі Хан. Після роботи музичним керівником альбому «Nilüfer'84» він багато років працював лише з Сезен Аксу та його оркестром. Композицію та композицію багатьох пісень, написаних Сезеном Аксу та Айзелем Гюрелем з альбому Sen Ağlama 1984 року до альбому Gülümse 1991 року, було підписано Онно Тунч.
У 90-х він був музичним керівником альбомів Aşkın Nur Yengi, Bülent Ortaçgil, Harun Kolçak, Nilüfer, Zerrin Özer, Zuhal Olcay та Ayşegül Aldinç. Композиції, складені або відредаговані Онно Тунчем були представлені в альбомах Асі, Йесят Солого, Bendeniz, Емел Мафтуогл і Ruya Ersavcı. До смерті Левента Юкселя 2. Своїм компакт-диском він створив альбоми Dreams Gardens. 
Він також написав музику до таких фільмів, як «Ах Белінда», «Дощ витікає», «Нік Гонкагюль», «Велика самотність», «Зворотний світ», «Вересень» та «Перед завтра до вчорашнього». Окрім композицій поп-музики, у нього є твір під назвою «Су» для сольного саксофона та оркестру. Чи зіграє зі мною Бюлент Ортачгіл? Гаразд, приспівування Теміза та Руакан Нюхета Руакана з альбомами MFO — це самотність Lifetime, а Мустафа Сандал грав басову партію в пісні Me Cry.   
Онно Тунч одружився зі своєю першою дружиною Канан Атесом 13 жовтня 1969 року. У них дві дочки, Айда та Селін. 
Музичний альбом, створений спеціально для вшанування пам’яті, 11-ї роковини смерті художника зібрав багато виконавців.Вони виконали пісні Онно Тунча за власним вибором. Onno tunç пісні були випущені у 2007 році з піснями із Сезен Аксу, Гайда Пеккан, Некхет Дуру, Zerrin Озер, Nilüfer і пісні в виконанні Sebnem Ferah, Сертаб Еренер, Левент Юксель, Мор ве Ötesi, Ceza, Емре Алтуг, Hüsnü Şenener, Айлін Аслим. Такі імена, як Göksel, ISIN Караджа, Yonca Лоді і Зейнеп Dizdar також виконані композиції Онно Тунч у своїх альбомах.   

## Деякі його твори
- Ах Мазі
- Алев Алев (Ayşegül Aldinç -Alev Alev-1994)
- Розлука (Zuhal Olcay-Actress-1993)
- Розлуки не закінчаться (Сезен Аксу — Бірюза) — 1982 рік
- Подай мені руки (Харун Колчак-Пробач, 1990)
- Я пішов добровольцем з дороги (Йесім Салькім — у мене немає ключа-1994)
- Відпустіть мене (Levent Yüksel-Med Cezir-1993)
- Пам'ятай мене
- Інша любов
- Я полюбив дитину
- Цієї ночі
- Чи варто того
- Моє серце
- Так і є (слово: Ülkü Aker, Ayşe Mine — 1978)
- Доторкнись до мене (Nilüfer — Нове знову — 1992)
- Дует (Зухал Олькай-Актриса-1993)
- Після вчорашнього завтра (Zuhal Olcay)
- Крива лінія (Казка Нілуфер-Не-Сон-1994)
- Перевал (слово: Sezen Aksu-1988)
- Повернутись
- Введіть мою кров (Харун Колчак — Пробач мене — 1990)
- Іди
- Ваші очі каламутні (Nükhet Duru -1981)
- Розкажіть добрі речі (Фінал Євробачення Аскін Нур і Аарон Картер-Туреччина 1987)
- Ось ви йдете
- Давай, будь зі мною
- Завжди я (Zerrin Özer-Olay Olay-1992)
- Толерантність
- Ти хороший (Зухал Олчай-Актриса-1993)
- Мої троянди біля дверей (Бенденіз II — 1995)
- Тополі
- Зимова казка
- Не гнівайся на мене (Неко, Слово: Мехмет Теоман — 1975)
- Нелегко
- Я пристрастився до тебе (Харун Колчак-пробач мене-1990)
- Ні казка, ні сон (Nilüfer-Ne Fairy Tale-Dream-1994)
- Ні моя боротьба не закінчена, ні моя любов (Sezen Aksu-Gülümse-1991)
- Olay Olay (Zerrin Özer-Olay Olay-1992)
- Чи гаразд?
- Що сталося (Серпіль Барлас, Слово: Зерен, 1976)
- Чи є ви (Казка Нілуфер-Не-Сон-1994)
- Актриса (Зухал Олкай-Актриса-1993)
- Тож дивись (Туреччина, Фатіх Еркоч-Фінал Євробачення 1989 р.) (Аскін Нур Єнгі-Валентина-1990)
- Ромашковий гороскоп (Nükhet Duru — 1981)
- Душа не чує (Емель-Душа не чує-1995)
- Не плач
- Я хочу тебе
- З тобою (Nükhet Duru — Nükhet Duru 81)
- Останній погляд
- Осінь
- Султан Соломон
- Şinanay
- Şiribim Şiribom (Gökben — Şiribim Şiribom / І Birgün Sen від 45 (1976) та Şiribim Şiribom (1977)
- Шоу-шоу (Nilüfer-Again New Again-1992)
- Дозвольте побачитись (Казка Нілуфер-Не-Сон-1994)
- Танго (Зухал Олькай-актриса-1993)
- Тенна
- Свято кайта (Levent Yüksel-Med Cezir-1993)
- Якби я був сонним (Zuhal Olcay -Player -1993)
- Ünzile
- Я був вистрілений на вас (Азія-Азія-1994)
- Нове кохання (Zerrin Özer-Olay Olay-1992) (Yeşim Salkım-I Have No Key-1994)
- Знову кохання (Nilüfer-New Again-1992)
- Роки (Харун Колчак-Пробач мені-1990)
- Йоксун (Казка Нілуфер-Не-Сон-1994)
- Зорба (Нілюфер-Ні казка, ні мрія-1994)
- 1945 рік

## Спільні роботи
- Абсолютно один день (Склад: Сандал Мустафи) (Zerrin Özer-Olay Olay-1992)
- Маленька любовна казка (Склад: Алі Кокатепе)
- Я здався (Склад: Ара Діньцзян)
- Світ зворушливих насолод (Склад: Aşık Mahzuni Şerif) (Gülden Karaböcek — Світ дотичних задоволень — 1976)
- Польові квіти (Склад: Ферді Тайфур) (Gülden Karaböcek — Польові квіти — 1976)
- Не відпускай мене "NonCe N'est Rust Fini" (Gülden Karaböcek — Don't Stop Me — Vocal: Nilüfer, Füsun Önal — 1974)